# 흥수로
흥수로(Heungsu-ro)는 충청남도 부여군 구룡면에서 부여군 규암면 규암사거리를 잇는 충청남도의 도로이다. 

## 주요 경유지
충청남도
- 부여군 (구룡면 . 규암면)

## 노선
| 이름          | 접속 노선                 | 소재지 | 소재지 | 비고 |
| ------------- | ------------------------- | ------ | ------ | ---- |
| 동방 교차로   | 국도 제4호선 (대백제로)   | 부여군 | 구룡면 |      |
| 논치고개      |                           | 부여군 | 구룡면 |      |
| 구룡삼거리    | 성충로                    | 부여군 | 구룡면 |      |
| 주정삼거리    |                           | 부여군 | 구룡면 |      |
| 먹고개삼거리  | 지방도 제723호선 (충의로) | 부여군 | 구룡면 |      |
| 구봉 교차로   | 국도 제4호선 (대백제로)   | 부여군 | 구룡면 |      |
| 반산 교차로   | 국도 제29호선 (은암로)    | 부여군 | 구룡면 |      |
| 규암사거리    | 충절로                    | 부여군 | 규암면 |      |
| 계백로와 직결 |                           |        |        |      |

## 주요건물및 시설
- 구룡우체국 (충청남도 부여군 구룡면 흥수로 105)
- HD현대오일뱅크 구룡주유소 (충청남도 부여군 구룡면 흥수로 152)
- 구룡파출소 (충청남도 부여군 구룡면 흥수로 158)
- 구룡농협하나로마트 (충청남도 부여군 구룡면 흥수로 160)
- 신협 참우리본점 (충청남도 부여군 구룡면 흥수로 165)
- CU 부여구룡점 (충청남도 부여군 구룡면 흥수로 166)
- HD현대오일뱅크 백강주유소 (충청남도 부여군 구룡면 흥수로 334)
- S-OIL 대명주유소 (충청남도 부여군 규암면 흥수로 516)
- 국립농산물품질관리원 충남지원 부여사무소 (충청남도 부여군 규암면 흥수로 551)
- 합송의용소방대 (충청남도 부여군 규암면 흥수로 564)
- 현대오일뱅크 삼성주유소 (충청남도 부여군 규암면 흥수로 665)
- 규암보건지소 (충청남도 부여군 규암면 흥수로 682)
- 백제중학교 (충청남도 부여군 규암면 흥수로 759)
- KGC인삼공사 고려인삼 부여공장 (충청남도 부여군 규암면 흥수로 846)
- GS25 부여반산점 (충청남도 부여군 규암면 흥수로 878)
- CU 부여반산점 (충청남도 부여군 규암면 흥수로 885)
- SK에너지 규암주유소 (충청남도 부여군 구룡면 흥수로 889)